# Maliana (Verwaltungsamt)
| \| \| |
|       |

|  |

Maliana ist ein osttimoresisches Verwaltungsamt (portugiesisch Posto Administrativo) in der Gemeinde Bobonaro. Der Verwaltungssitz befindet sich im Suco Holsa in der Stadt Maliana.

## Geographie

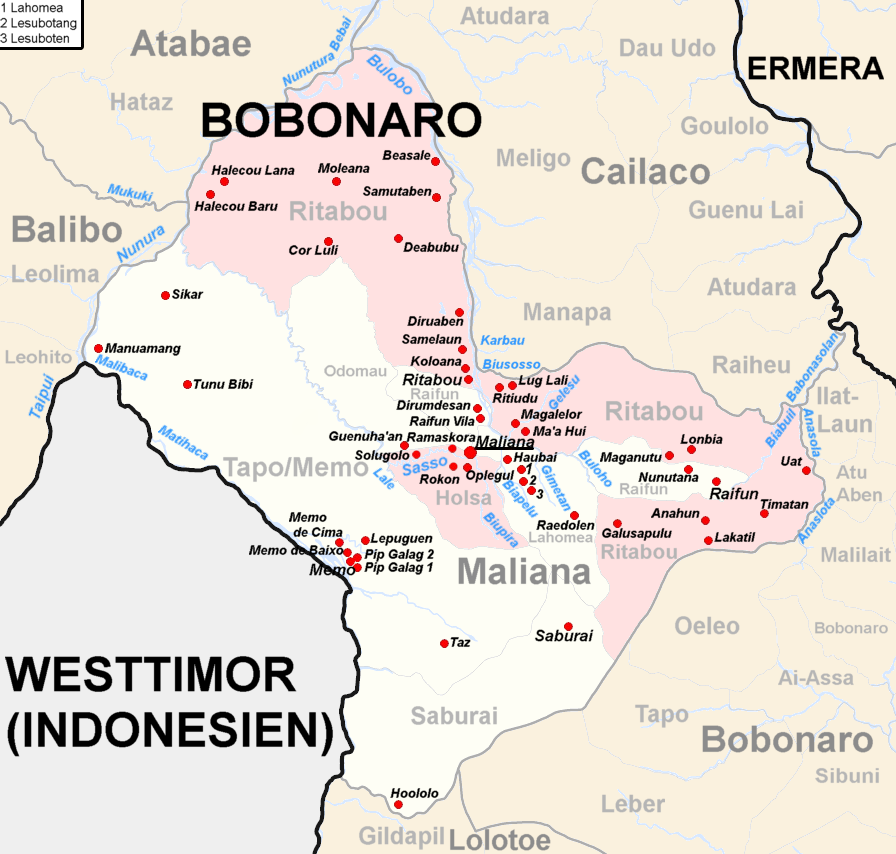
Flüsse und Orte von Maliana (Grenzen bis 2015)

Bis 2014 wurden die Verwaltungsämter noch als Subdistrikte bezeichnet.
Maliana befindet sich im Zentrum der Gemeinde Bobonaro. Im Nordwesten bildet der Nunura die Grenze zu den Verwaltungsämtern Balibo und Atabae. Der Fluss Bulobo entspringt nahe der Stadt Maliana und bildet ein Stück der Grenze zum Verwaltungsamt Cailaco im Norden, bis er in den Nunura mündet. Südöstlich vom Verwaltungsamt Maliana liegt das Verwaltungsamt Bobonaro und an der Südspitze das Verwaltungsamt Lolotoe. Der Malibaka (im Oberlauf Malihaca), ein Nebenfluss des Nunura, markiert die Grenze zum indonesischen Westtimor im Südwesten. Die Zugehörigkeit eines Gebietes von 37 Hektar zwischen dem osttimoresischen Ort Memo (Suco Tapo/Memo) und dem indonesischen Dilumil (Regierungsbezirk Belu) war längere Zeit umstritten. Erst im März 2013 konnte eine Einigung über die Grenzziehung zwischen den beiden Ländern erzielt werden.

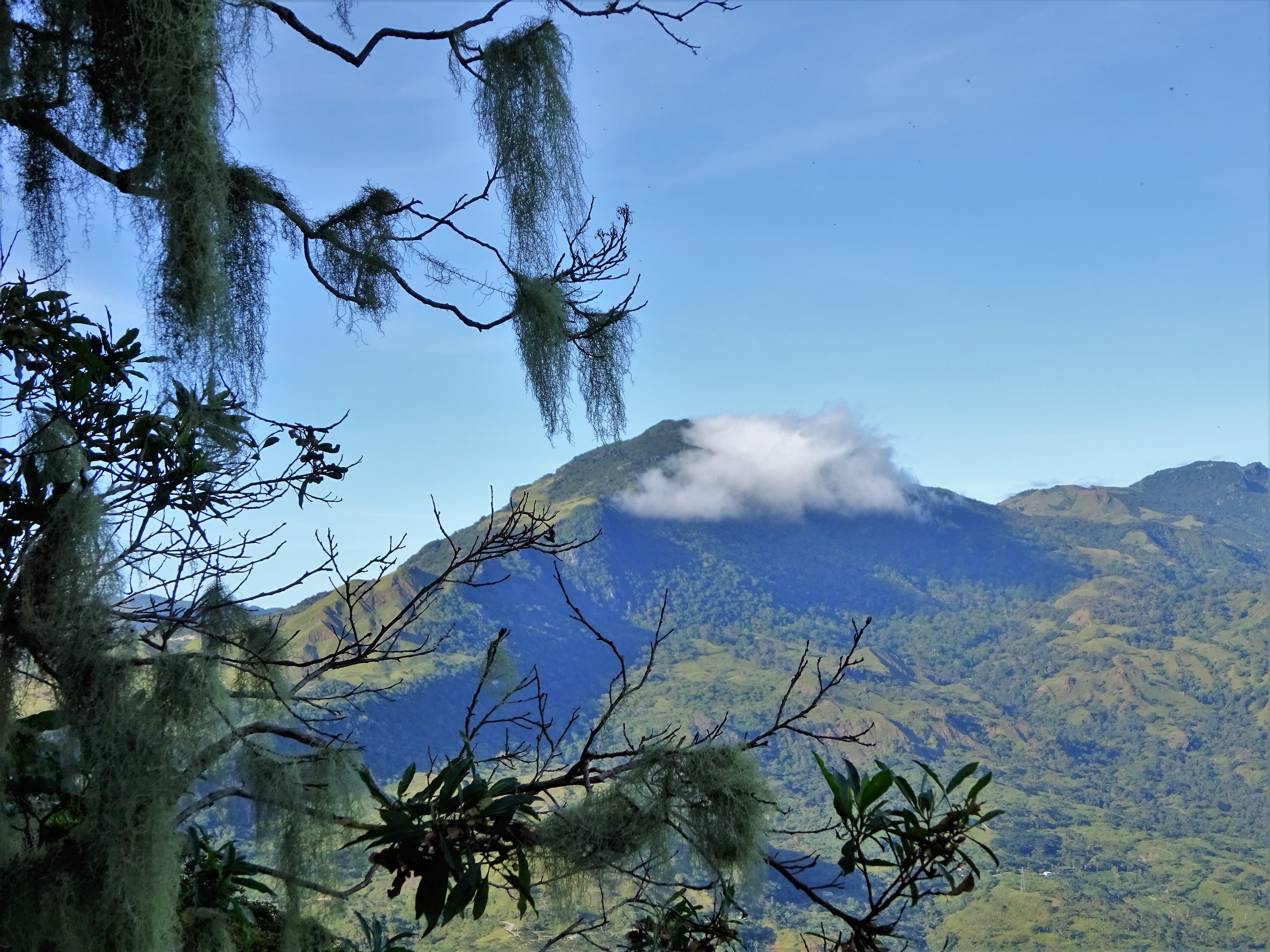
Der Leolaco in Ritabou
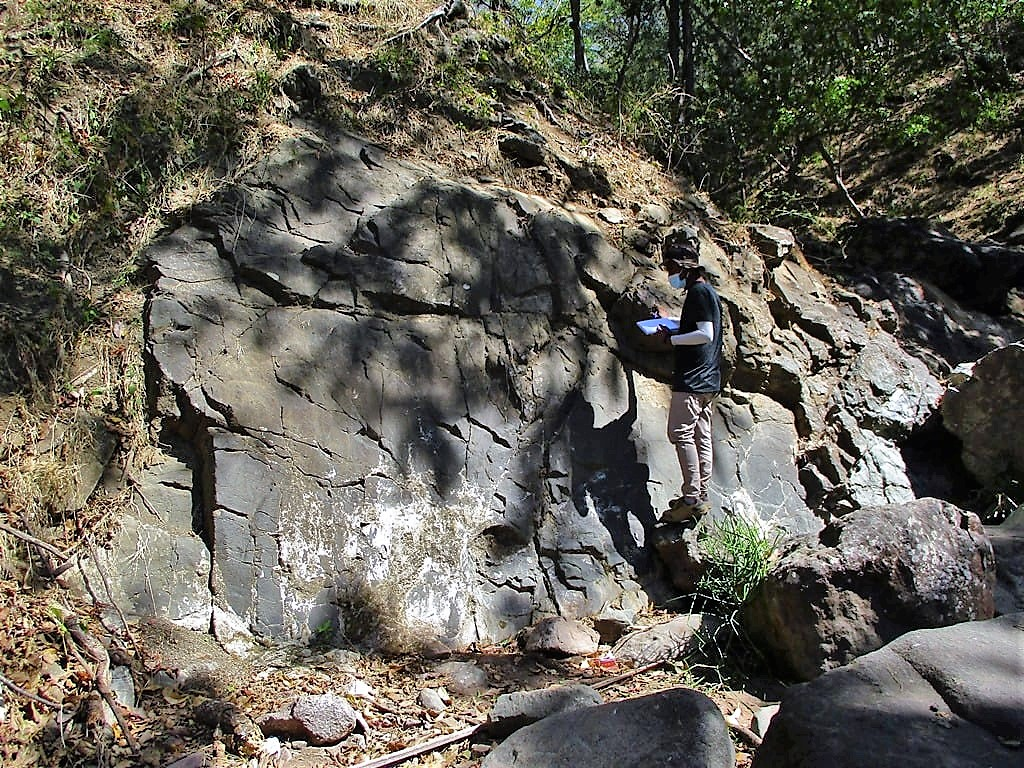
Felsstruktur in Maliana
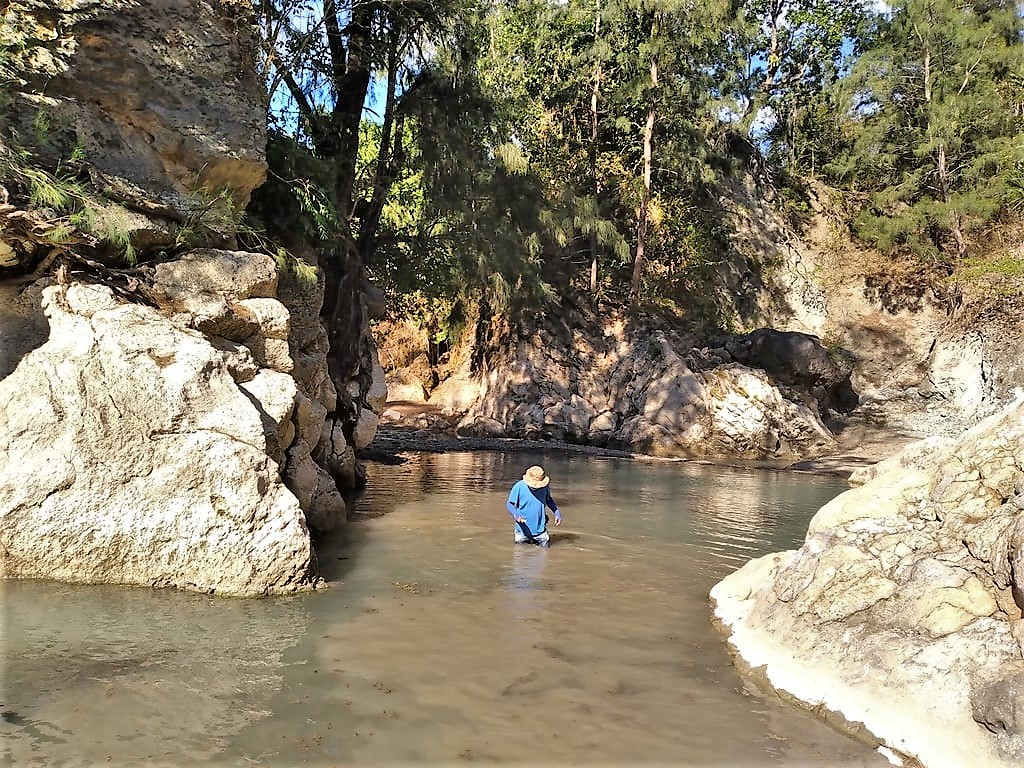
Nah der Grenze zu Indonesien
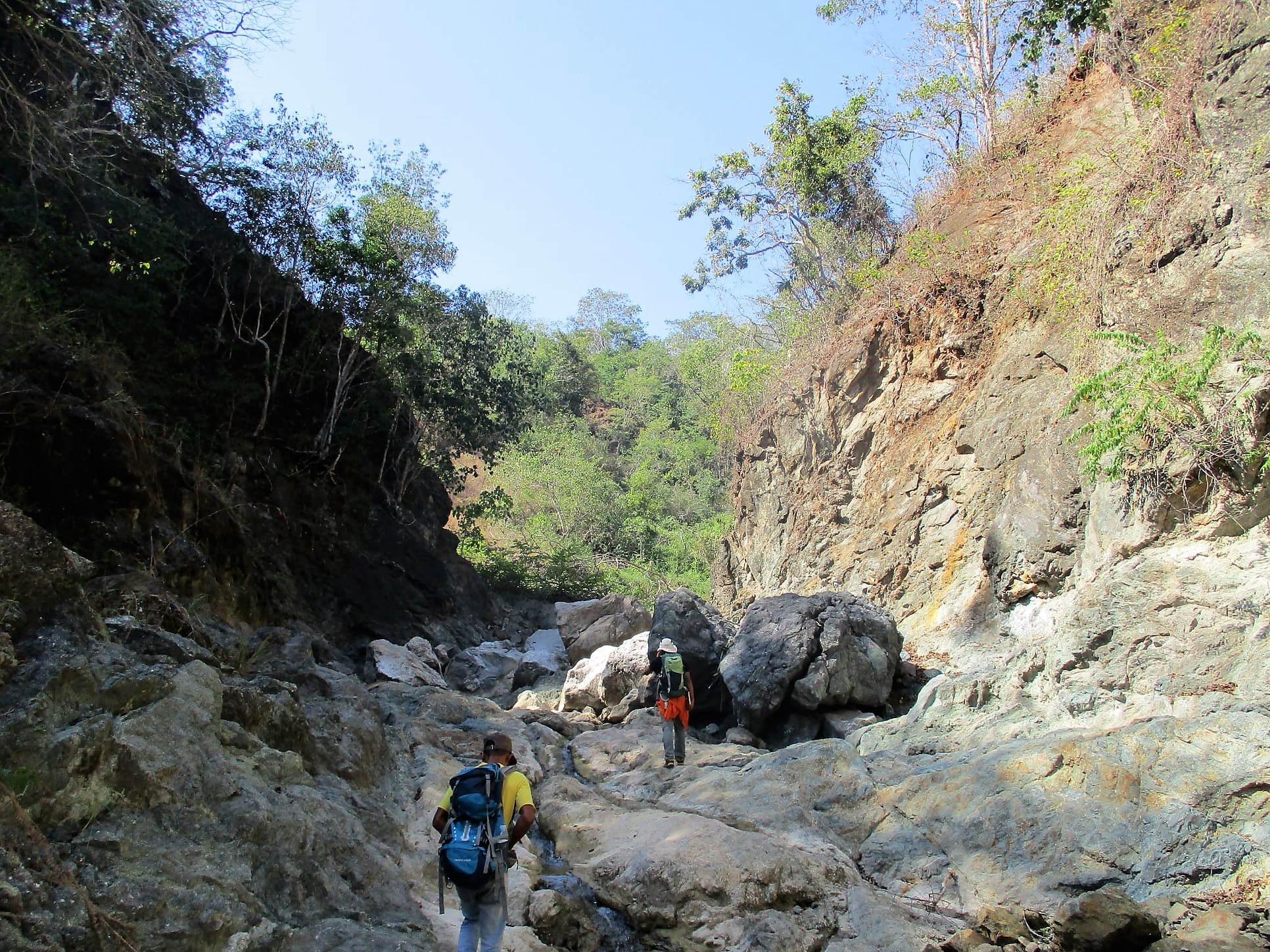
Geologische Feldforschung in Maliana
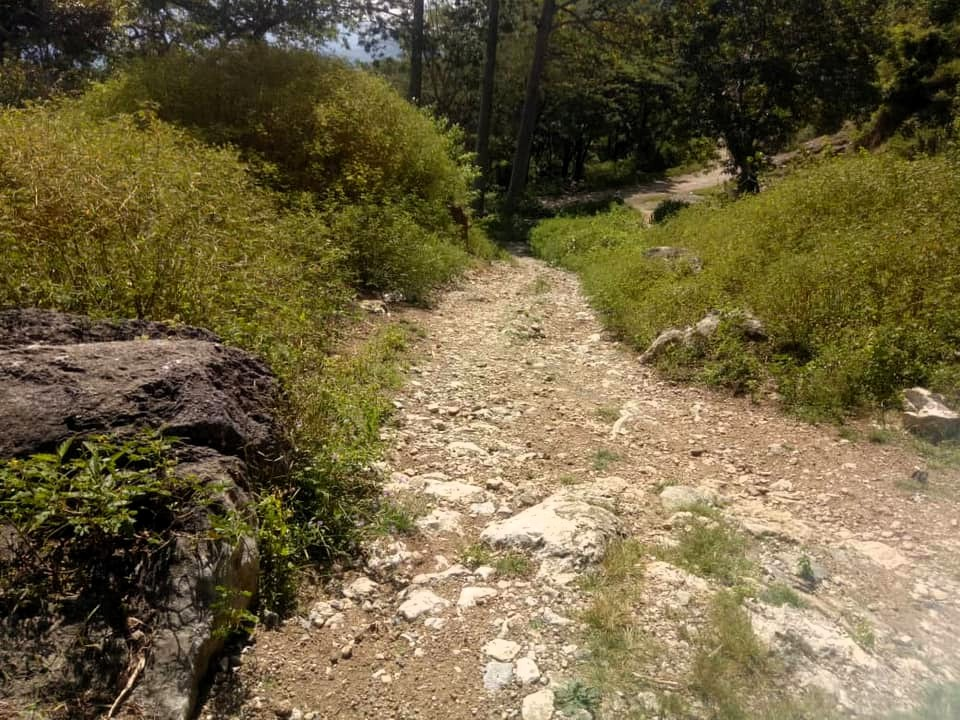
In der Aldeia Anahun
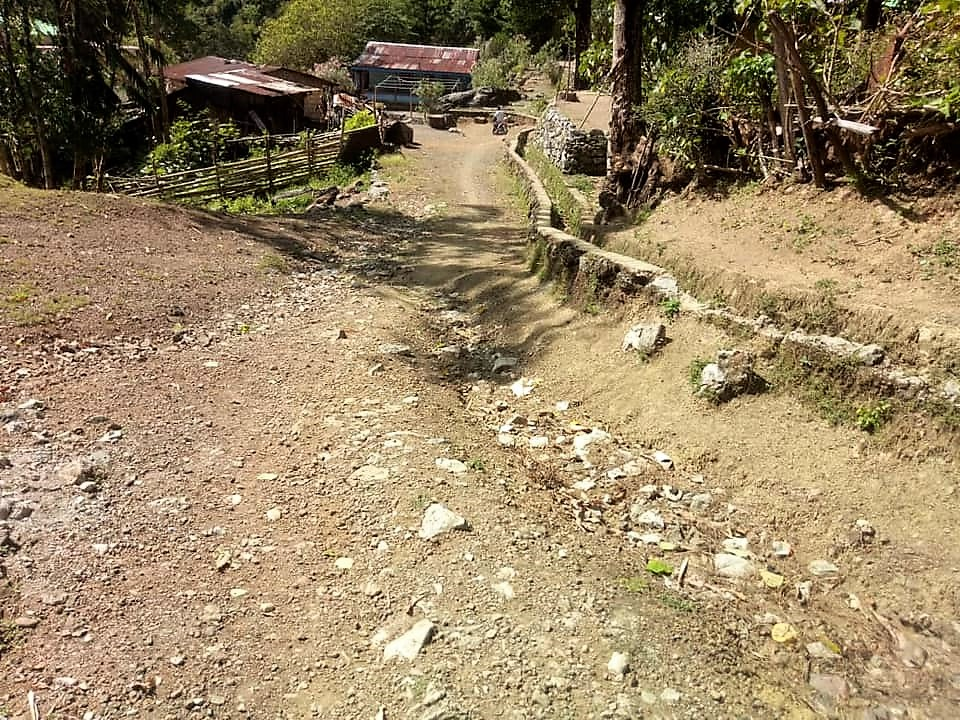
Ein Dorf in Odomau

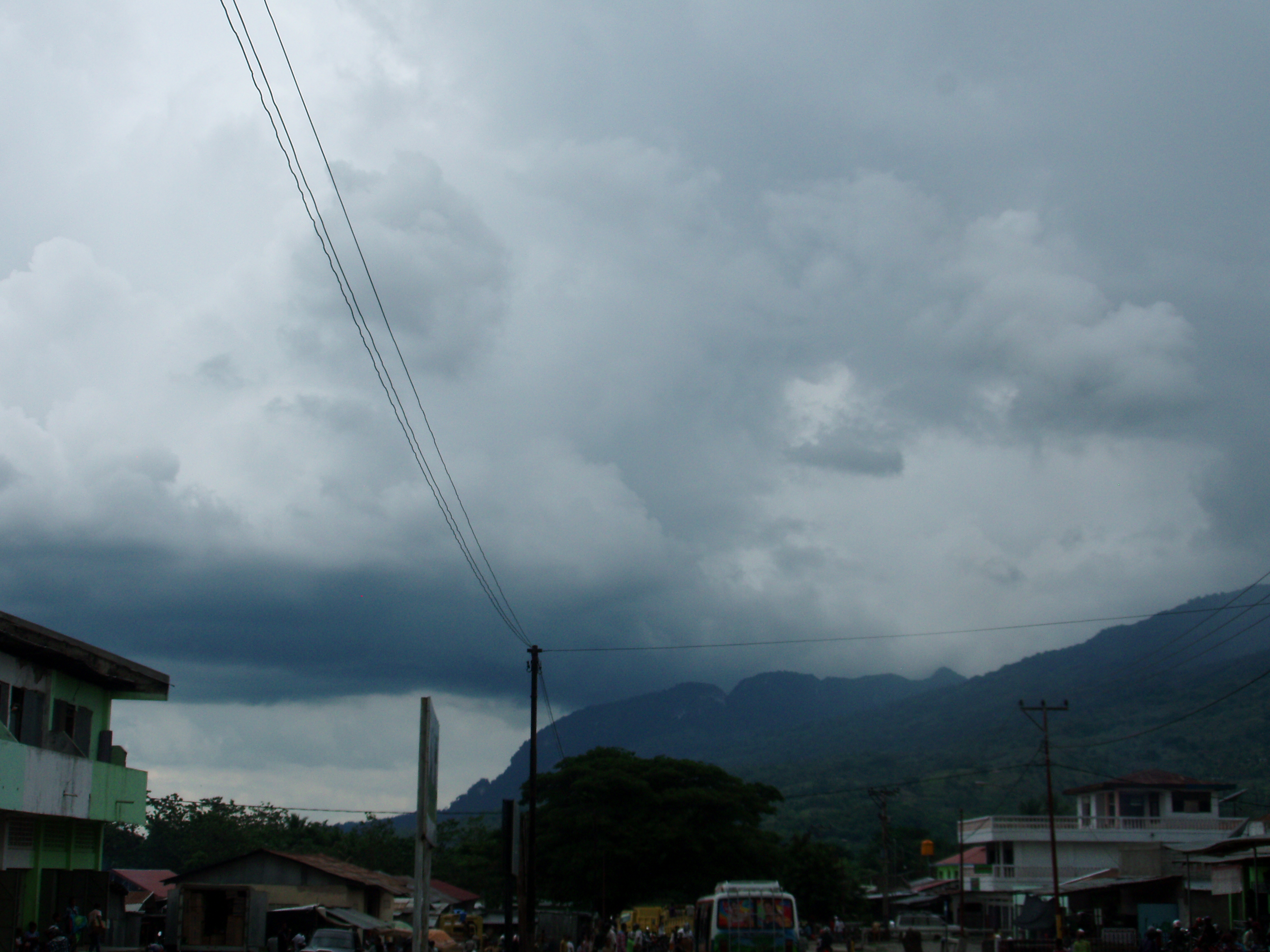
Blick auf den Leolaco von der Stadt Maliana aus

Ausläufer des Berges Leolacos reichen bis in den Nordosten von Maliana. Mit einer Höhe von 1929 m und seiner fast sieben Kilometer Länge dominiert er die Landschaft der Region. An der Grenze im Südosten erheben sich weitere Berge mit über 1500 m.
Maliana hat eine Fläche von 237,04 km² und teilt sich in sieben Sucos. Ritabou bildet einen schmalen Streifen im Norden. Odomau (Odamau, Oromau) teilt sich in zwei Gebiete im Nordwesten und Osten Malianas. Holsa besteht aus zwei Territorien im Westen und im Zentrum und Raifun (Rai Fun) in zwei Gebiete im Zentrum und im Osten, ebenso der Suco Lahomea. Tapo/Memo (Tapo Memo) bildet das Grenzgebiet zu Indonesien und Saburai (Sebura) die Südspitze Malianas.
Hauptstadt des Verwaltungsamtes Maliana und der Gemeinde Bobonaro ist die Stadt Maliana im Zentrum des Verwaltungsamtes. Sie ist Sitz des Bistums Maliana und Wirtschaftszentrum der Region. An der Straße von Maliana nach Tunu Bibi befindet sich einer der wenigen hinduistischen Tempel des Landes.

Klimadaten
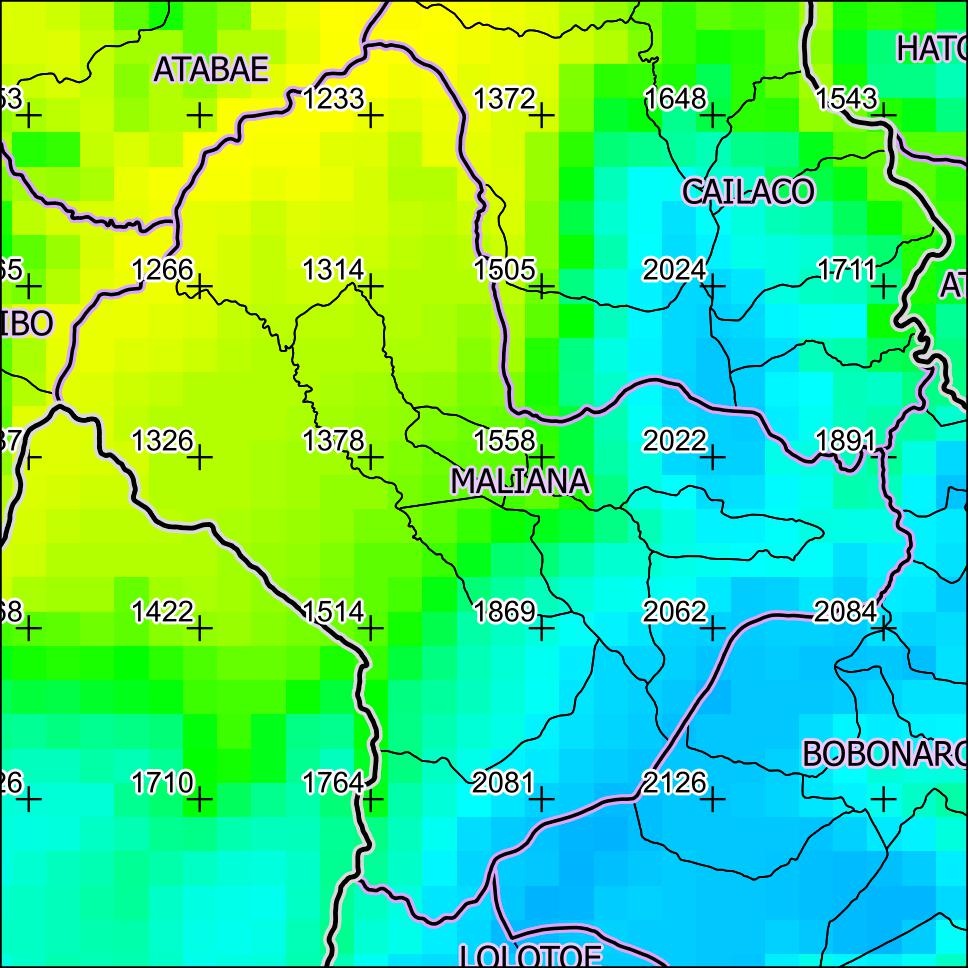
Jährliche Niederschlagsmenge (2000)
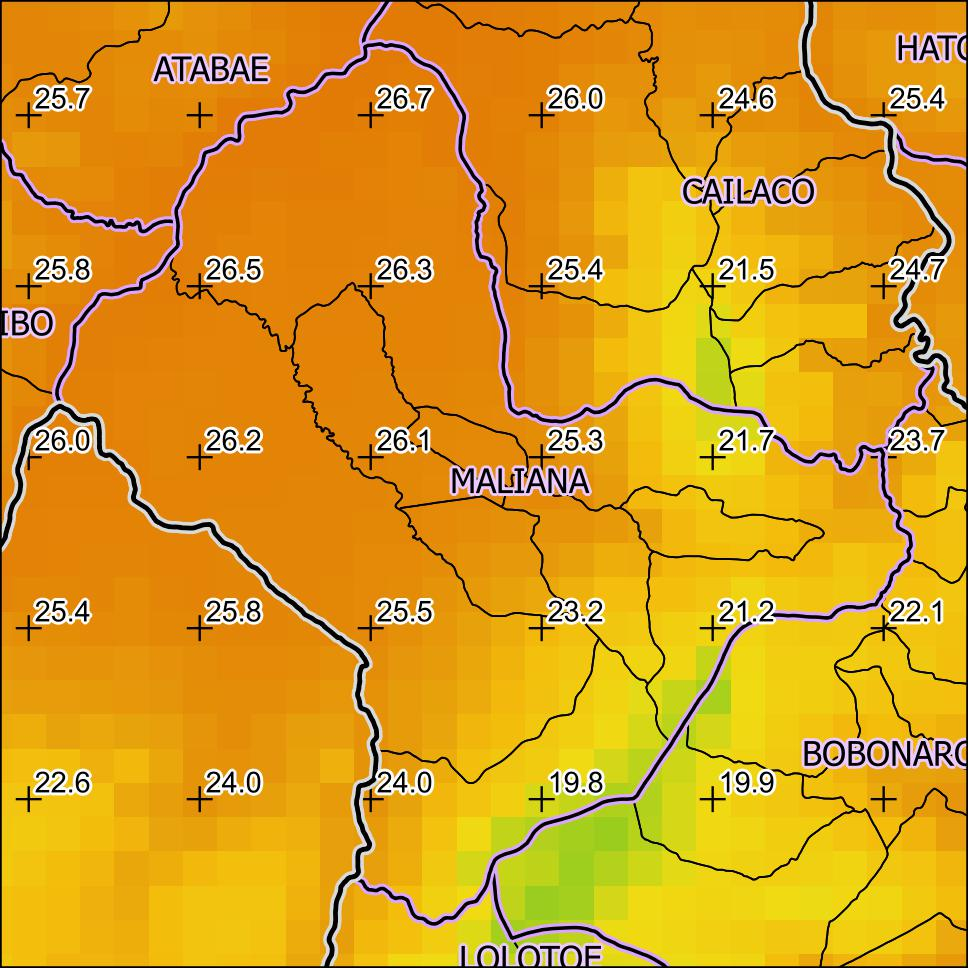
Jahresdurchschnitts-temperatur (2000)
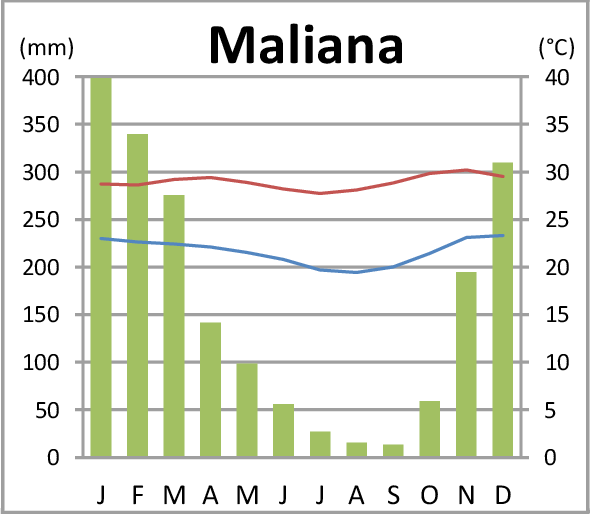
Klimadiagramm von Maliana

## Einwohner

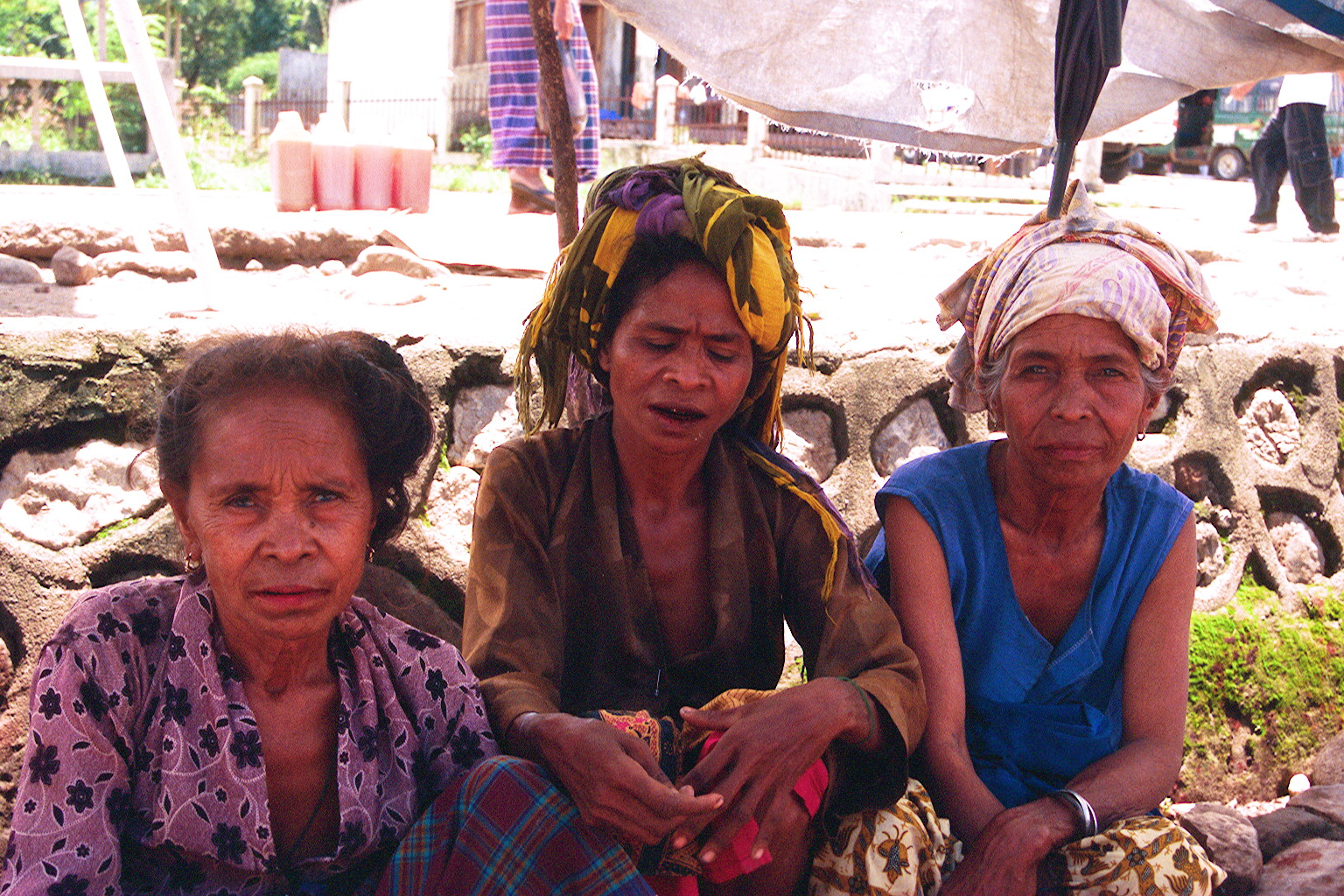
Marktfrauen in der Stadt Maliana

In Maliana leben 32.689 Menschen (2022), davon sind 16.392 Männer und 16.297 Frauen.13.078 von ihnen wohnen in einer urbanen Umgebung in der Stadt Maliana. Im Verwaltungsamt gibt es 6.076 Haushalte. Der Altersdurchschnitt beträgt 19,1 Jahre (2010, 2004: 18,5 Jahre). Die größte Sprachgruppe bilden die Sprecher der Nationalsprache Kemak. In Tapo/Memo, Saburai, Holsa und Odomau wird aber Bunak gesprochen. Als Zweitsprache ist die Amtssprache Tetum weit verbreitet. Bahasa Indonesia wurde während der Besatzungszeit verwendet, die Älteren sprechen noch Portugiesisch. Dieses wird auch in den Schulen unterrichtet.

## Geschichte

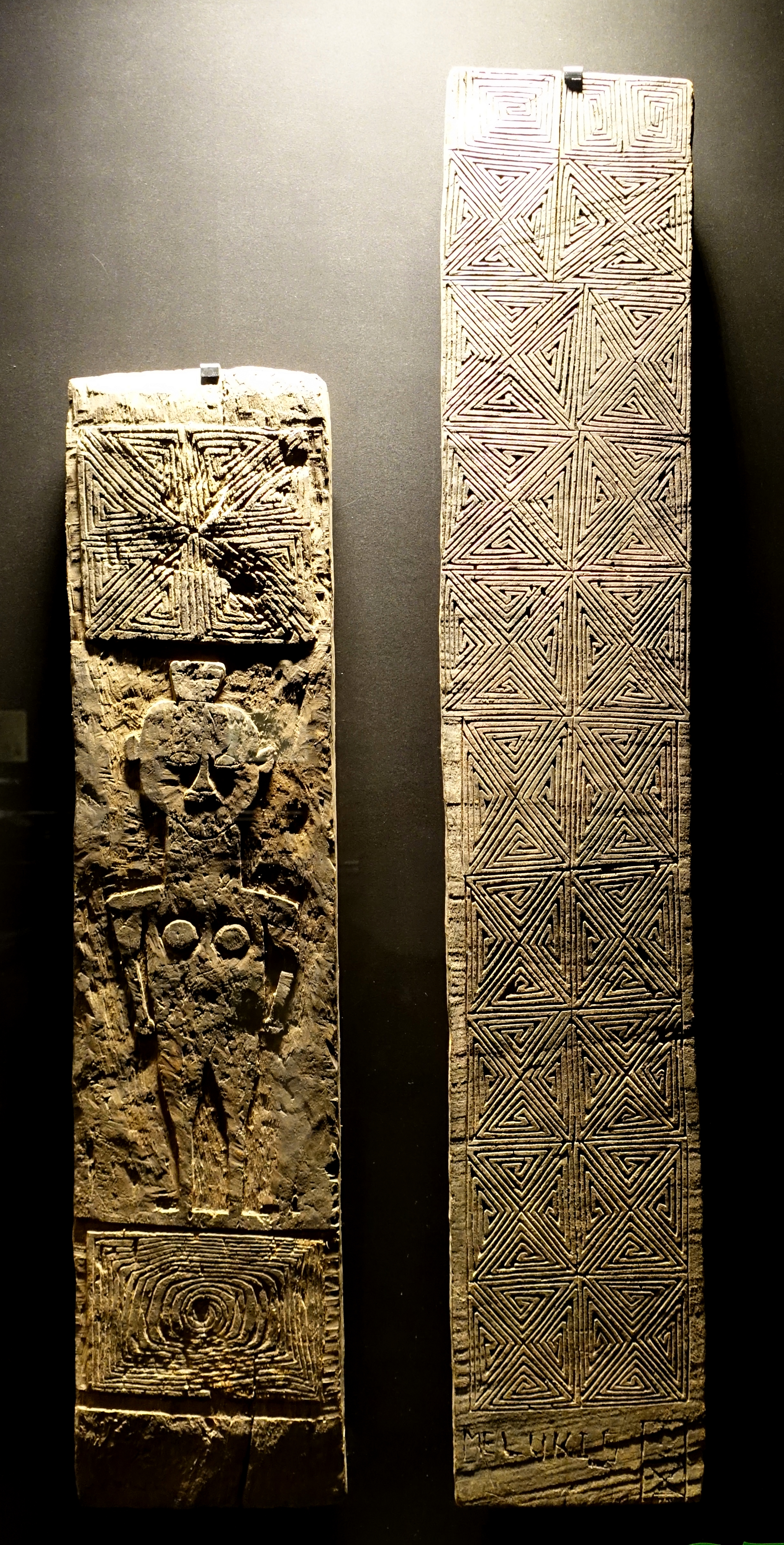
Holzschnitzereien aus Oe-Cusse Ambeno und Maliana (rechts), um 1900

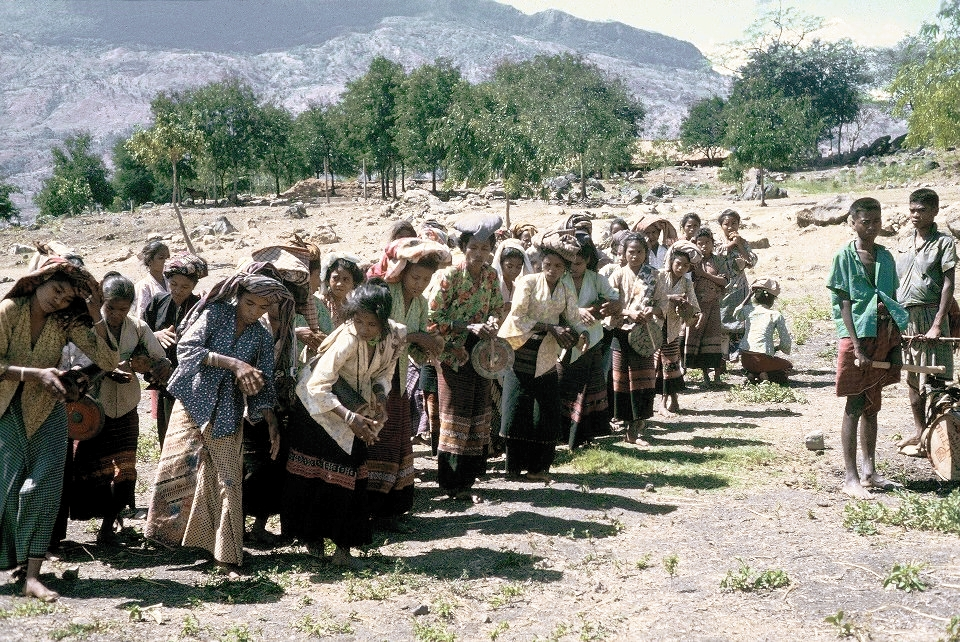
Fest in Maliana (1969)

Der heutige Verwaltungsamt Maliana gehörte früher zum Bunak-Reich von Lamaquitos (Lamakitu), dass ein Gebiet zwischen Cailaco im Norden und Maucatar im Süden beherrschte.
1719 vereinbarten mehrere timoresische Herrscher (Liurai) ein Bündnis gegen die Portugiesen; der Beginn der Cailaco-Rebellion. Das Lamaquitos benachbarte Cailaco wurde zum Hauptquartier der Rebellen. Im Marobotal mit den Flüssen Marobo und Lóis lebten damals relativ isoliert 40.000 Menschen. 1726 entsandte der portugiesische Gouverneur António Moniz de Macedo Truppen aus Dili und Batugade gegen die Pedras de Cailaco (Felsen von Cailaco). Die Steilwände des Leolaco boten dem Reich von Cailaco eine natürliche Festung und galten als uneinnehmbar. Am 23. Oktober versammelten die Portugiesen am Fuße des Berges insgesamt 4.000 Mann, zu denen auch Topasse und verbündete Timoresen gehörten. Nach 40 Tagen mussten sie aber im Dezember die Belagerung aufgeben, auch wegen schwerer Regenfälle.
Im Vertrag von Lissabon (1859) legten die Kolonialmächte die Grenze zwischen ihren Herrschaftsgebieten auf Timor fest. Lamaquitos bildete die Grenze des portugiesischen Territoriums. 1897 kam es zum Krieg zwischen Lamaquitos und dem südlich gelegenen Bunak-Reich Lakmaras um Gebiete im dazwischen liegenden Lamaknen. Da Lamaquitos zum portugiesischen Herrschaftsbereich gehörte, Lakmaras und Lamaknen aber zum niederländischen, kam es in Lakmaras auch zu Scharmützeln mit Toten zwischen den beiden Kolonialtruppen. Zudem stellte Lakmaras die einzige Verbindung zur niederländischen Region Maucatar dar, das nun als Enklave in portugiesischen Gebiet lag. 1902 versuchten sich die beiden Kolonialmächte durch Verhandlungen zu einigen. Mit der Den Haag-Konvention vom 1. Oktober 1904 wurde ein Kompromiss geschlossen. Portugal sollte Maucatar erhalten und verzichtete dafür auf Lamaknen. Doch erst 1916 wurde die Grenze endgültig festgelegt. Lakmaras blieb dadurch auf der niederländischen Seite.
Erst vor wenigen Generationen wurden von Bunak aus dem Osten Dörfer im Flachland um Maliana gegründet, so zum Beispiel Tapo/Memo. Noch heute haben diese Dörfer rituelle Beziehungen zu ihren Stammdörfern im Hochland.
Während der Entkolonisierung Portugiesisch-Timors kam es 1975 zum Bürgerkrieg zwischen UDT und FRETILIN. Ehemalige Soldaten des 5. portugiesischen Kavallerieschwadrons in Bobonaro, die die FRETILIN unterstützten, kamen nach Maliana und zwangen Anhänger von UDT und APODETI, unter anderem auch den Liurai von Memo und Einwohner aus Odomau, Holsa und Raifun, zur Flucht nach Westtimor. Einige Einwohner wurden auch vom Liurai und der UDT gezwungen nach Westtimor mitzugehen, um dort von den indonesischen Streitkräften rekrutiert zu werden. Am Ende floh die gesamte Bevölkerung aus Memo, Odomau und 500 Menschen aus Raifun nach Westtimor. Ab Mitte 1975 begann Indonesien mit der Besetzung der Grenzregionen Portugiesisch-Timors. Am 16. Oktober drangen indonesischen Truppen in Maliana ein. Erst ab dem 7. Dezember führte Indonesien mit der Invasion von Dili die militärische Besetzung Osttimors offen durch.
1995 kam es in Osttimor zu gewaltsamen Ausschreitungen, nachdem sich ein indonesischer Beamter abfällig über den katholischen Glauben geäußert hatte. In Maliana wurde der Marktplatz fast völlig niedergebrannt.

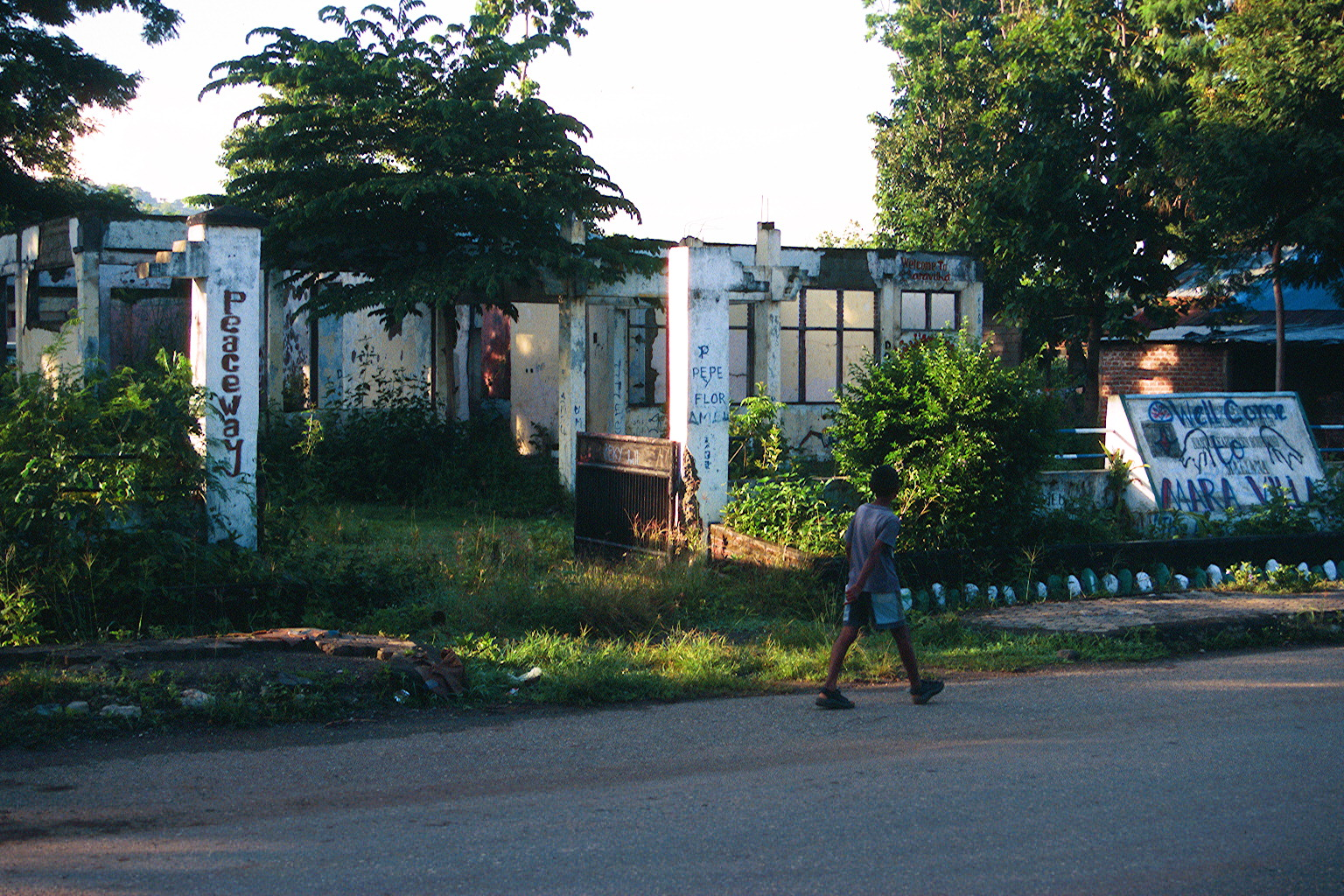
Ruinen in Maliana (2002)

Vor und nach dem Unabhängigkeitsreferendum von Osttimor am 30. August 1999 kam es in Maliana zu Gewalttaten durch indonesische Soldaten und pro-indonesische Milizen. Mehrere Menschen wurden bereits im März durch Soldaten ermordet. Unabhängigkeitsaktivisten, wie der lokale CNRT-Führer José Andrade da Cruz wurden bedroht, verhaftet und geschlagen. Am Tag vor der Abstimmung stürmten pro-indonesische Milizen die Stadt, so dass 54 UN-Helfer nach Dili evakuiert werden mussten.
Am 8. September 1999 kesselten Milizionäre der Dadarus Merah Putih und der Halilintar zusammen mit indonesischen Sicherheitskräften die etwa 1000 Flüchtlinge, die in der Polizeistation von Maliana Schutz gesucht hatten ein und begannen gezielt Unabhängigkeitsbefürworter mit Todeslisten zu suchen und zu ermorden. Mindestens 13 Menschen kamen ums Leben, Zeugen sprechen sogar von 47 Opfern. Menschen, denen die Flucht aus der Polizeistationen gelungen waren, wurden in den folgenden Tagen von den Milizen verfolgt und ermordet. Insgesamt wurden zwischen dem 2. und dem 29. September 71 Menschen im Subdistrikt Maliana ermordet.
2001 kämpften Martial-Arts-Gruppen auf dem Markt von Maliana gegeneinander. Dabei gab es Tote.
Bei einem Schusswechsel am 21. April 2005 bei Maliana, zwischen indonesischen Soldaten und osttimoresischen Polizisten der Unidade de Patrulhamento de Fronteira (UPF) wurde ein indonesischer Soldat verletzt.
Am 30. Januar 2010 wurde die Stadt Maliana zum Sitz der dritten Diözese Osttimors erklärt, dem Bistum Maliana.

## Politik
Der Administrator des Verwaltungsamts wird von der Zentralregierung in Dili ernannt. 2014 war dies Adelino Goveia Brito und 2015/2016 Alípio Moniz. 2021 wurde Tomas Lacu Loi zum Administrator ernannt. Am 29. Januar 2024 wurde Augusto Caetano zum Administrator ernannt.
Der ehemalige Administrator (Camat) Malianas Julio Barros wurde zusammen mit anderen am 8. September 1999 beim Sturm auf die Polizeistation durch pro-indonesische Milizen ermordet.

## Wirtschaft

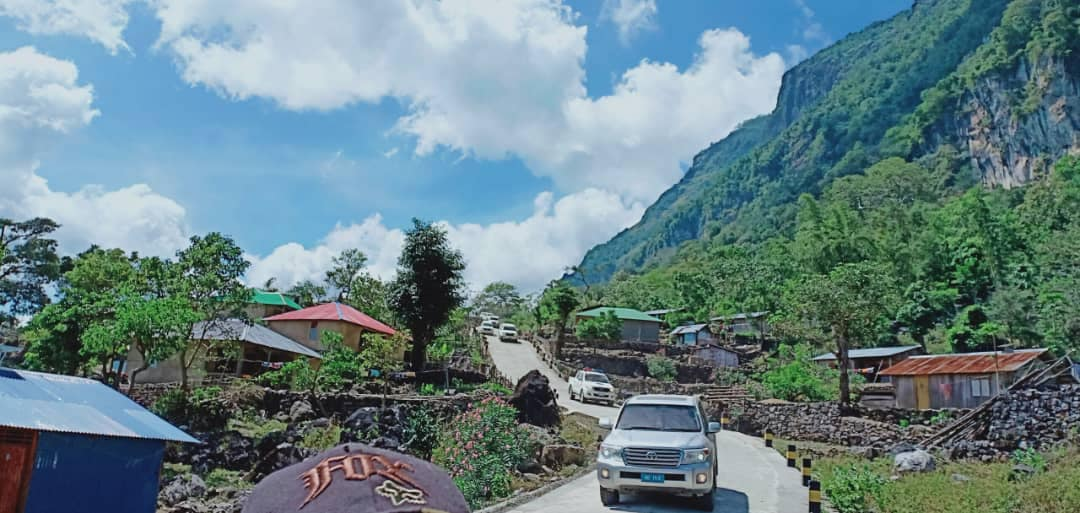
Die 2019 eingeweihte 17 Kilometer lange Straße von Maliana nach Atos (Suco Gildapil) in Saburai

39 % der Haushalte in Maliana bauen Kokosnüsse an, 48 % in der fruchtbaren Ebene des Nunura Reis, 40 % Maniok, 49 % Mais, 31 % Gemüse und 10 % Kaffee.
Am 4. Juli 2012 wurde die Maliana power substation eröffnet, die das Verwaltungsamt nun 24 Stunden am Tag mit Strom versorgt.

## Persönlichkeiten
- Luís Maria Lobato (1962–2023), Gesundheitspolitiker
- Maria Gorumali Barreto (* 1973), Politikerin
- Fidelis Leite Magalhães (* 1980), Politiker
- Mouzinho Barreto de Lima (* 2002), Fußballspieler